# Laissez faire les femmes
Pour plus de détails, voir Fiche technique et Distribution.
Laissez faire les femmes (Glückskinder) est un film allemand réalisé par Paul Martin sorti en 1936.
Tourné dans le style de la comédie loufoque, le film fait aussi l'objet d'une version en français, Les Gais Lurons, par le même réalisateur et sortie la même année.

## Synopsis
Hopkins, journaliste judiciaire pour le Morning Post, est trop ivre pour se rendre à un rendez-vous. Il demande à son collègue Stoddard de le remplacer. Ce dernier cherche aussi quelqu'un pour lui refiler. Il appelle Gil Taylor, poète en plus d'être journaliste sportif. Gil n'a pas encore fini son article, il accepte et se remet au travail l'air revêche.
Son intérêt apparaît cependant brusquement lorsqu'il découvre l'affaire de la blonde Ann Garden, accusée de vagabondage. Pris de compassion, il se lève soudainement et affirme au juge la connaître. La stupeur est générale. Gil en rajoute en disant qu'ils sont fiancés. Le juge ne le croit pas. Il demande le greffe et inscrit qu'ils sont mariés. Tout cela est rapporté par la presse avec des photos du couple.
Ils font connaissance autour d'un dîner fait de harengs et de pommes de terre bouillies. Ann Garden semble innocente, aimante et inoffensive, mais il n'en est rien. Elle se moque de Gil et ne lui parle pas. Mais comme elle n'a nulle part où habiter, elle consent à une "nuit de noces". Elle prend une planche où elle aligne la collection de cactus de Gil et qui est maintenant une barrière de séparation nocturne.
Le lendemain, le mariage fait l'objet de les gorges chaudes de tout New York. Tous les journaux en parlent, sauf le Morning Post. Le rédacteur en chef Manning est furieux et convoque Gil. Lorsqu'il découvre toute l'histoire, sa colère tombe aussi sur Hopkins et Stoddard.
Mais une autre information agite New York. La nièce du magnat du pétrole Jackson a disparu sans laisser de trace. Elle a un grain de beauté sur son épaule, Ann en a un. Gil est furieux que cette fille riche s'est payée sa tête. Il emmène Ann dans sa voiture et va à la villa du magnat du pétrole. Il les reçoit.
M. Jackson ne comprend rien : la jeune fille n'est pas sa nièce ! Mais la jeune femme guillerette fait une proposition originale : se faire passer pour sa nièce. Ainsi les ravisseurs seront confus et libéreront la jeune fille. Le magnat du pétrole est ravie et accepte.
Le soir, l'oncle et la « nièce » se rendent à l'opéra. Frank et Stoddard ont l'occasion d'être réintégrés au Morning Post avec ce scoop. Mais Gil, qui est toujours marié avec Ann, découvre la supercherie du grain de beauté. Il veut rendre tout de suite des comptes avec Ann, mais un vigile baraqué le met dehors. Gil veut répliquer par un coup de poing, mais il le rate et déclenche l'alarme. Les pompiers débarquent, les policiers bouclent le quartier, les spectateurs sortent. Le vigile met Ann à l'abri de la foule dans la voiture et démarre. Tous les journalistes se précipitent autour de Gil, tout comme Mr. Jackson. Ils suivent le "ravisseur" d'Ann jusqu'à son appartement.
Soudain apparaît une autre femme. Il s'agit de la vraie nièce Jackson ! Tout s'éclaircit. Le "ravisseur" est un boxeur nommé Brown dont est éperdument amoureuse la nièce qui l'a épousé contre la volonté de son oncle. Ils vivaient cachés dans cet appartement. Tous sont satisfaits : Jackson est heureux de retrouver sa nièce, Gil serre Ann dans ses bras et le rédacteur en chef Manning a un scoop pour sa prochaine édition. Mais qui est vraiment Ann ?

## Fiche technique
- Titre français : Laissez faire les femmes[2]
- Titre original allemand : Glückskinder
- Réalisation : Paul Martin assisté de Paul Zils (de)
- Scénario : Paul Martin, Robert A. Stemmle, Curt Goetz
- Photographie : Konstantin Irmen-Tschet
- Montage : Carl Otto Bartning
- Musique : Peter Kreuder
- Son : Erich Leistner, Fritz Thiery
- Direction artistique : Erich Kettelhut
- Costumes : Manon Hahn
- Producteur : Max Pfeiffer (de)
- Sociétés de production : UFA
- Société de distribution : UFA
- Pays d'origine :  Reich allemand
- Langue : allemand
- Format : Noir et blanc - 1,37:1 - Mono - 35 mm
- Genre : Comédie
- Durée : 93 minutes
- Dates de sortie :
  - États-Unis : 19 août 1936
  - Troisième Reich : 18 septembre 1936
  - France : 25 décembre 1936

## Distribution
- Willy Fritsch : Gil Taylor, reporter
- Lilian Harvey : Ann Garden
- Paul Kemp (de) : Frank Black, reporter
- Oskar Sima : Stoddard, reporter
- Fred Goebel (de) : Bill, reporter
- Erich Kestin (de) : Hopkins, reporter
- Otto Stoeckel : Manning, le rédacteur en chef
- Albert Florath: Mr. Jackson
- Paul Bildt : Le sténographe
- Thomas Cziruchin : Brown
- Max Hiller : Le greffier